# Cheiramiona regis
Cheiramiona regis är en spindelart som beskrevs av Leon N. Lotz 2003. Cheiramiona regis ingår i släktet Cheiramiona och familjen sporrspindlar. Inga underarter finns listade i Catalogue of Life.